# Исмаил паша Паяслъ
Вижте пояснителната страница за други личности с името Исмаил паша.
Исмаил паша Паяслъ (на турски: İsmail Paşa, Payaslı) е османски военен и администратор.

## Биография
В 1841 – 1842 е валия на Анкара, в 1842 – 1845 – на Диарбекир. От май 1850 до април 1851 година е валия на Скопие. В 1853 – 1854 е валия на Сивас, а в 1854 – 1855 – на Ерзурум. От април до октомври 1855 година е валия на Харпутския санджак на Диарбекирски вилает в Харпут. В 1856 – 1859 е валия на Кастамону, а в 1859 – отново на Анкара.
Умира в 1860 година.